# Гусейнов, Мамед Самед оглы
Маме́д Саме́д оглы́ Гусе́йнов (азерб. Məmməd Səməd oğlu Hüseynov; 10 мая 1927, Хырмандалы, Ленкоранский уезд — 28 апреля 2001, Баку) — советский азербайджанский строитель, бригадир комплексной бригады строительного управления № 3 треста «Бакгорстрой» № 1, Герой Социалистического Труда (1980).

## Биография
Родился 10 мая 1927 года в селе Хырмандалы Ленкоранского уезда Азербайджанской ССР (ныне Масаллинский район Азербайджана).
Начал трудовую деятельность в 1941 году в колхозе в Масаллинском районе. С 1949 года работал строителем управления «Бакглавстрой», позже бригадир в этом же управлении.
Бригада Гусейнова участвовала в строительстве жилых зданий Октябрьского, Карадагского и Кировского районов Баку, средних школ в Орджоникидзевском районе и в посёлках городского типа Локбатан, Приморск и Кёргёз. Бригада отличилась в строительстве телестудии Центрального телевидения Азербайджанской ССР, гостиницы «Баку», здание Совета министров республики, киностудии имени Джаббарлы, Бакинского судоремонтного завода и прочих. За эти заслуги бригаде № 3 и Мамеду Гусейнову присвоено звание Ударников коммунистического труда.
Указом Президиума Верховного Совета СССР от 3 октября 1980 года за выдающиеся успехи, достигнутые в досрочном выполнении заданий десятой пятилетки по производству продукции промышленности и сельского хозяйства, Гусейнову Мамеду Самед оглы присвоено звание Героя Социалистического Труда с вручением ордена Ленина и золотой медали «Серп и Молот».
Избирался депутатом Бакинского городского Совета народных депутатов. Член ЦК Компартии Азербайджана. Делегат XXV и XXVI съездов КПСС.
Скончался 28 апреля 2001 года в городе Баку.

## Награды
- медаль «Серп и Молот» (03.10.1980)
- два ордена Ленина (11.08.1966; 03.10.1980)
- орден Октябрьской Революции (05.04.1971)
- орден Трудового Красного Знамени (28.02.1974)
- медаль «За трудовую доблесть» (26.04.1963) и другие
- «Заслуженный строитель Азербайджанской ССР»
- Государственная премия Азербайджанской ССР

Гусейнову посвящена поэма Сиявуша Сарханлы «Яхшылык поэмасы» и книга Нураддина Адильоглы «Бизим Агамыз».